# Gianfranco Bortolotti
Gianfranco Bortolotti (Brescia, 2 giugno 1959) è un produttore discografico italiano, fondatore della casa discografica Media Records.
È conosciuto anche per essere stato il talent scout di numerosi artisti musicali e televisivi oggi famosi, tra cui Fabio Volo, Mr. Rain, Gigi D'Agostino, Il Tre, Franchino ed aver lavorato tra i primi con Bob Sinclar, Fiorello e Valentino Rossi. Nel corso della sua carriera ha fondato e portato al successo realtà musicali come Media Records, Heartbeat, UMM, BXR, Real Talk pubblicando per primo in Italia artisti come Prodigy, Daft Punk.

## Biografia
Inizia a produrre musica italo-disco nei primi anni Ottanta, interessandosi poi alla musica house ed alla techno. Arriva sulla scena internazionale con "Bauhaus" di Cappella, seguito da "Touch Me" e "Move Your Feet" dei 49ers, "Deep In My Heart" dei Club House, "Ride Like The Wind" degli East Side Beat, "We Need Freedom" di Antico.
Negli anni Novanta, le sue produzioni calcano le scene internazionali, realizzate da un team di lavoro in cui si avvicendano DJ, musicisti, arrangiatori ed ingegneri del suono. Nel 1991, lanciando la label Heartbeat, collaborando con sette DJ tra cui Ralf e Claudio Coccoluto, trasforma la Media Records nella casa discografica dei DJ mettendo al centro della produzione questa nuova figura emergente. In questo periodo sulla label Whole Records pubblica anche alcuni brani del dj francese Bob Sinclar.
Nel 1995 lancia l'etichetta techno BXR che pubblica brani prodotti da disc jockey italiani come Mauro Picotto, Gigi D'Agostino, Mario Più, Joy Kitikonti ed internazionali come Armin van Bureen, Tiësto, Ferry Corsten e tanti altri. "The sound of the future", creato negli essenziali studi di registrazione Media Records, a Roncadelle (Brescia) diventa un punto di riferimento internazionale. In questo periodo nascono anche Media Songs, che si occupa delle edizioni musicali di Media Records, e la distribuzione discografica Global Net. 
Inoltre, dopo aver acquisito la label UMM, pubblica dischi di artisti allora sconosciuti come Prodigy e Daft Punk, contribuendo a diffondere la loro musica.
Bortolotti lancia anche Media Italiana, una nuova realtà, volta a supportare i talenti Made in Italy. È il caso, ad esempio, di Fabio Volo ma anche di artisti come Fiorello, Niccolò Fabi e Stadio. 
Sono gli anni '90 quando l'avvento di internet cambia le regole del gioco: nel 1996 Media Records sbarca online col proprio sito web. In un'intervista rilasciata a Billboard - testata giornalistica di riferimento per l'industria discografica - Bortolotti dichiara: «presto la musica verrà venduta attraverso il web, gli acquirenti pagheranno uno o due dollari ogni volta che scaricheranno le nostre ultime pubblicazioni». Sempre in quell'anno, Media Records supporta Valentino Rossi, all'esordio nel Campionato Mondiale Classe 125 e lo accompagna per tre anni fino alla sua vittoria nel Campionato Mondiale 250.
Successivamente fonda con Nicola Pollastri la Impulse Interactive, realtà dedicata a web e tecnologia. Nel 1999 la società lancia sul mercato Mix-It, tra i primi software per DJ che permettono di mixare col computer musica in MP3 e nei principali formati audio.  Tra il 2000 e il 2002 Bortolotti lancia altre iniziative in rete come Deejays Web, gfb-e, Musicgel e la web radio Maximal.fm, tutte attività orientate alla professione di DJ e agli appassionati di musica dance. Crea pioneristicamente un nuovo modello di studio di registrazione, essenziale e completamente digitale e mette al centro il brand Media Records con merchandising ed altre attività poi diventate standard nell'industria musicale. 
Lo slogan scelto da Bortolotti per il suo approdo nel nuovo mondo digitale è "Liquid Music 4 Liquid Culture", che gli permette di incontrare i filosofi Emanuele Severino e Zygmunt Bauman e imparare la loro visione del mondo.
A fine anni novanta, anticipando tendenze che da lì a poco prenderanno piede, crea Shibuya (a Rezzato, BS), una discoteca total white con area sushi in cui era già vietato fumare.
Nel 2004 Bortolotti lascia temporaneamente il settore musicale, vendendo il catalogo editoriale di Media Songs, anch'essa parte del gruppo Media Records International, all'americana Warner Music, mentre vende quello discografico a ZYX Music. Dal 2002 si dedica già a tutto ciò che riguarda la sfera del design, come architetto ed interior designer, lavorando in Italia, ad Ibiza e nell'Europa dell'Est. Nel 2008 il magazine britannico Wallpaper lo inserisce nella sua Architects List.
Dal 2016 torna ad occuparsi attivamente di musica e media. Credendo nell'esplosione del trap e nella riaffermazione del rap in Italia, Bortolotti scommette su Mr. Rain, che accompagna in quattro anni a raggiungere la top ten italiana, producendo il suo primo successo "Carillon" doppio platino nel 2018, doppiato immediatamente da "Ipernova", anch'esso doppio platino. 
Scopre poi il rapper italo albanese Il Ghost ed altri artisti che porta al successo, tra cui il romano Il Tre e Mattak, entrambi rapper molto attivi nella scena italiana. Dal 2023 collabora anche con Blind, terzo classificato a X Factor nel 2020. Nel 2018 compra Real Talk, format YouTube e lo sviluppa fino a farlo diventare un riferimento nella scena rap ed hip hop, lanciando  tra gli altri artisti del calibro di Shiva, Nayt, Leon Faun per poi abbandonare il progetto nel 2023.
Nel 2023 Bortolotti si impegna nel rilancio di Media Records, partendo dalla label house UMM e collaborando con il dj producer bresciano Gianluca Motta nel ruolo di nel ruolo di capo A&R e nuovi talenti digitali e con artisti come Samuele Sartini, Luca Guerrieri e molti altri.

### Media Records oggi
Bortolotti con la sua Media Records ha creato una piattaforma capace di fare crescere la musica elettronica italiana nel mondo. Il movimento che ha contribuito a far nascere la musica dance italiana negli anni '90 continua a conseguire successi anche oggi. Ad esempio, "L’amour toujours" di Gigi D'Agostino, portato al successo mondiale proprio da Bortolotti, pur pubblicata nel 1999, nel 2023 è stata premiata ancora una volta ai SIAE Music Awards come Canzone locali con musica di maggior successo. Lo stesso Gigi D'Agostino è l'ottavo artista italiano più ascoltato al mondo su Spotify nel 2023. Su questa piattaforma, nello stesso anno, la nona canzone più ascoltata è ”Supereroi” di Mr. Rain, rapper che Bortolotti ha lanciato nel 2015, pubblicando il suo primo successo, "Carillon". Nel corso della sua carriera di produttore musicale ha conseguito circa 250 tra dischi d'oro, d'argento e di platino.

## Discografia

### Alcune sue produzioni
- 1980 - War in Haeven (Cappella)
- 1989 - Helyom Halib (Cappella)
- 1990 - 49ers (49ers)
- 1993 - To Love (Fits od Gloom)
- 1994 - U Got 2 Know (Cappella)
- 1994 - Move Your Body (Anticappella)
- 1994 - Keep It Up (Sharada House Gang)
- 1995 - Nowhere Land (Club House)
- 1998 - Cappella (Cappella)
- 2003 - Inside My Music (Gigi D'Agostino)
- 2003 - Forrest Gump Suite (Gigi D'Agostino)
- 2006 - Deep In My Heart Rmx (Club House)
- 2007 - 90/H Step 02 (Cappella)
- 2009 - We Got 2 Be (Plus Staples)
- 2009 - 2 Radicequadrata 231 (Anticappella)
- 2010 - U Got 2 Let The Music 2010 (Cappella)
- 2020 - Greatest Hits (49ers)
- 2015 - Carillon (Mr. Rain)

## Riconoscimenti
- 2023 - SIAE Music Awards
- 2023 - Spotify Wrapped (con Mr. Rain)